# Grönländische Fußballmeisterschaft 2011
Die Grönländische Fußballmeisterschaft 2011 war die 49. Spielzeit der Grönländischen Fußballmeisterschaft.
Meister wurde zum zweiten Mal G-44 Qeqertarsuaq.

## Teilnehmer
Von folgenden Mannschaften ist die Teilnahme an der Meisterschaft bekannt. Teilnehmer der Schlussrunde sind fett.
- Eqaluk-56 Ikerasak
- FC Malamuk Uummannaq
- G-44 Qeqertarsuaq
- I-69 Ilulissat
- N-48 Ilulissat
- Kugsak-45 Qasigiannguit
- T-41 Aasiaat
- Atanermiut-96 Iginniarfik
- SAK Sisimiut
- KT-85 Kangaamiut
- Kâgssagssuk Maniitsoq
- B-67 Nuuk
- IT-79 Nuuk
- NÛK
- FC Tuttu Nuuk
- Nagtoralik Paamiut
- K-33 Qaqortoq

## Modus
Die Mannschaften wurden für die Qualifikationsrunde in vier Gruppen eingeteilt und die besten neun qualifizierten sich für die Schlussrunde. Aus der Qualifikationsrunde sind nur wenige Ergebnisse bekannt. Gastgeber SAK Sisimiut war automatisch qualifiziert. Erstmals nahmen zehn Mannschaften an der Schlussrunde teil. Diese wurden wie üblich in zwei Gruppen eingeteilt. Anschließend folgte die Halbfinals und Platzierungsspiele.

## Ergebnisse

### Qualifikationsrunde

#### Nordgrönland
Der FC Malamuk Uummannaq und Eqaluk-56 Ikerasak qualifizierten sich für die Schlussrunde. Eine dritte Mannschaft trat im Playoff gegen T-41 Aasiaat an, unterlag aber.

#### Diskobucht
Es sind nur die Spielergebnisse des letzten Spieltags bekannt.
|                         | Ergebnis |                           |
| ----------------------- | -------- | ------------------------- |
| I-69 Ilulissat          | 0:6      | G-44 Qeqertarsuaq         |
| T-41 Aasiaat            | 4:2      | N-48 Ilulissat            |
| Kugsak-45 Qasigiannguit | 3:0      | Atanermiut-96 Iginniarfik |

G-44 Qeqertarsuaq wurde mit vier Siegen, einem Unentschieden und einem Torverhältnis von 16:3 Gruppensieger. Kugsak-45 Qasigiannguit qualifizierte sich ebenfalls direkt, T-41 Aasiaat erreichte mit dem dritten Platz das Playoff gegen den drittplatzierten Verein aus Nordgrönland, gewann dieses und qualifizierte sich somit ebenfalls für die Schlussrunde.

#### Mittelgrönland
| Pl. | Verein                | Sp. | S   | U   | N   | Tore   | Punkte |
| --- | --------------------- | --- | --- | --- | --- | ------ | ------ |
| 1.  | B-67 Nuuk             | 5   | 3–5 | 0–2 | 0–2 | 12+:0+ | 9–15   |
| 2.  | Kâgssagssuk Maniitsoq | 5   | 3–5 | 0–2 | 0–2 | 9+:1+  | 9–15   |
| ?   | NÛK                   | 5   | 1–3 | 1–3 | 1–3 | 6+:6+  | 4–10   |
| ?   | FC Tuttu Nuuk         | 5   | 1–3 | 0–2 | 2–4 | 4+:7+  | 3–9    |
| ?   | IT-79 Nuuk            | 5   | 0–2 | 1–3 | 2–4 | 3+:8+  | 1–7    |
| ?   | KT-85 Kangaamiut      | 5   | 0–2 | 0–2 | 3–5 | 0+:12+ | 0–6    |

| Datum         |                       | Ergebnis |                       |
| ------------- | --------------------- | -------- | --------------------- |
| 25. Juli 2011 | Kâgssagssuk Maniitsoq | 3:0      | KT-85 Kangaamiut      |
| 25. Juli 2011 | B-67 Nuuk             | 3:0      | NÛK                   |
| 25. Juli 2011 | FC Tuttu Nuuk         | 3:0      | IT-79 Nuuk            |
| 26. Juli 2011 | NÛK                   | 3:0      | KT-85 Kangaamiut      |
| 26. Juli 2011 | IT-79 Nuuk            | 0:2      | Kâgssagssuk Maniitsoq |
| 26. Juli 2011 | B-67 Nuuk             | 3:0      | FC Tuttu Nuuk         |
| 27. Juli 2011 | B-67 Nuuk             | 6:0      | KT-85 Kangaamiut      |
| 27. Juli 2011 | FC Tuttu Nuuk         | 1:4      | Kâgssagssuk Maniitsoq |
| 27. Juli 2011 | NÛK                   | 3:3      | IT-79 Nuuk            |
| 29. Juli 2011 | FC Tuttu Nuuk         | ?:?      | KT-85 Kangaamiut      |
| 29. Juli 2011 | NÛK                   | ?:?      | Kâgssagssuk Maniitsoq |
| 29. Juli 2011 | B-67 Nuuk             | ?:?      | IT-79 Nuuk            |
| 30. Juli 2011 | IT-79 Nuuk            | ?:?      | KT-85 Kangaamiut      |
| 30. Juli 2011 | B-67 Nuuk             | ?:?      | Kâgssagssuk Maniitsoq |
| 30. Juli 2011 | NÛK                   | ?:?      | FC Tuttu Nuuk         |

#### Südgrönland
K-33 Qaqortoq und Nagtoralik Paamiut qualifizierten sich für die Schlussrunde.

### Schlussrunde
Die Spiele fanden in Sisimiut statt.

#### Vorrunde
Gruppe A
| Pl. | Verein                  | Sp. | S | U | N | Tore    | Punkte |
| --- | ----------------------- | --- | - | - | - | ------- | ------ |
| 1.  | B-67 Nuuk               | 4   | 3 | 1 | 0 | 013:200 | 10     |
| 2.  | G-44 Qeqertarsuaq       | 4   | 2 | 2 | 0 | 010:000 | 08     |
| 3.  | Kugsak-45 Qasigiannguit | 4   | 1 | 2 | 1 | 010:500 | 05     |
| 4.  | FC Malamuk Uummannaq    | 4   | 1 | 0 | 3 | 005:160 | 03     |
| 5.  | Eqaluk-56 Ikerasak      | 4   | 0 | 1 | 3 | 003:180 | 01     |

| Datum         |                         | Ergebnis |                         |
| ------------- | ----------------------- | -------- | ----------------------- |
| 14. Aug. 2011 | B-67 Nuuk               | 0:0      | G-44 Qeqertarsuaq       |
| 14. Aug. 2011 | FC Malamuk Uummannaq    | 3:1      | Eqaluk-56 Ikerasak      |
| 15. Aug. 2011 | G-44 Qeqertarsuaq       | 0:0      | Kugsak-45 Qasigiannguit |
| 15. Aug. 2011 | B-67 Nuuk               | 4:1      | FC Malamuk Uummannaq    |
| 16. Aug. 2011 | Eqaluk-56 Ikerasak      | 2:2      | Kugsak-45 Qasigiannguit |
| 16. Aug. 2011 | G-44 Qeqertarsuaq       | 4:0      | FC Malamuk Uummannaq    |
| 17. Aug. 2011 | B-67 Nuuk               | 7:0      | Eqaluk-56 Ikerasak      |
| 17. Aug. 2011 | Kugsak-45 Qasigiannguit | 7:1      | FC Malamuk Uummannaq    |
| 18. Aug. 2011 | B-67 Nuuk               | 2:1      | Kugsak-45 Qasigiannguit |
| 18. Aug. 2011 | G-44 Qeqertarsuaq       | 6:0      | Eqaluk-56 Ikerasak      |

Gruppe B
| Pl. | Verein                | Sp. | S | U | N | Tore    | Punkte |
| --- | --------------------- | --- | - | - | - | ------- | ------ |
| 1.  | K-33 Qaqortoq         | 4   | 2 | 0 | 2 | 012:200 | 06     |
| 2.  | T-41 Aasiaat          | 4   | 2 | 0 | 2 | 011:800 | 06     |
| 3.  | SAK Sisimiut          | 4   | 2 | 0 | 2 | 011:800 | 06     |
| 4.  | Nagtoralik Paamiut    | 4   | 2 | 0 | 2 | 004:700 | 06     |
| 5.  | Kâgssagssuk Maniitsoq | 4   | 2 | 0 | 2 | 005:160 | 06     |

| Datum         |                       | Ergebnis |                       |
| ------------- | --------------------- | -------- | --------------------- |
| 14. Aug. 2011 | SAK Sisimiut          | 1:4      | T-41 Aasiaat          |
| 14. Aug. 2011 | Nagtoralik Paamiut    | 1:0      | K-33 Qaqortoq         |
| 15. Aug. 2011 | Nagtoralik Paamiut    | 0:1      | Kâgssagssuk Maniitsoq |
| 15. Aug. 2011 | SAK Sisimiut          | 2:1      | K-33 Qaqortoq         |
| 16. Aug. 2011 | Nagtoralik Paamiut    | 2:1      | SAK Sisimiut          |
| 16. Aug. 2011 | Kâgssagssuk Maniitsoq | 3:2      | T-41 Aasiaat          |
| 17. Aug. 2011 | T-41 Aasiaat          | 0:3      | K-33 Qaqortoq         |
| 17. Aug. 2011 | Kâgssagssuk Maniitsoq | 1:7      | SAK Sisimiut          |
| 18. Aug. 2011 | K-33 Qaqortoq         | 7:0      | Kâgssagssuk Maniitsoq |
| 18. Aug. 2011 | T-41 Aasiaat          | 5:1      | Nagtoralik Paamiut    |

Weil alle fünf Mannschaften zwei Spiele gewonnen und zwei verloren hatten, wurden sämtliche Platzierungen durch das Torverhältnis entschieden. Weil bei T-41 Aasiaat und SAK Sisimiut zudem dieselbe Anzahl geschossener Tore und erhaltener Gegentore hatten, zog T-41 Aasiaat durch Losentscheid ins Halbfinale ein.

#### Platzierungsspiele
Halbfinale
| Datum           |               | Ergebnis |                   | Ort      |
| --------------- | ------------- | -------- | ----------------- | -------- |
| 19. August 2011 | B-67 Nuuk     | 7:0      | T-41 Aasiaat      | Sisimiut |
| 19. August 2011 | K-33 Qaqortoq | 0:3      | G-44 Qeqertarsuaq | Sisimiut |

Spiel um Platz 9
| Datum           |                    | Ergebnis |                       | Ort      |
| --------------- | ------------------ | -------- | --------------------- | -------- |
| 19. August 2011 | Eqaluk-56 Ikerasak | 2:0      | Kâgssagssuk Maniitsoq | Sisimiut |

Spiel um Platz 7
| Datum           |                      | Ergebnis |                    | Ort      |
| --------------- | -------------------- | -------- | ------------------ | -------- |
| 19. August 2011 | FC Malamuk Uummannaq | 3:1      | Nagtoralik Paamiut | Sisimiut |

Spiel um Platz 5
| Datum           |                         | Ergebnis |              | Ort      |
| --------------- | ----------------------- | -------- | ------------ | -------- |
| 20. August 2011 | Kugsak-45 Qasigiannguit | 4:3      | SAK Sisimiut | Sisimiut |

Spiel um Platz 3
| Datum           |              | Ergebnis |               | Ort      |
| --------------- | ------------ | -------- | ------------- | -------- |
| 20. August 2011 | T-41 Aasiaat | 4:1      | K-33 Qaqortoq | Sisimiut |

Finale
| Datum           |                   | Ergebnis        |           | Ort      |
| --------------- | ----------------- | --------------- | --------- | -------- |
| 20. August 2011 | G-44 Qeqertarsuaq | 1:1 (7:6 i. E.) | B-67 Nuuk | Sisimiut |